# Herb gminy Liszki
Herb gminy Liszki – jeden z symboli gminy Liszki, autorstwa Włodzimierza Chorązkiego i Alfreda Znamierowskiego, ustanowiony 24 września 2009.

## Wygląd i symbolika
Herb przedstawia na tarczy koloru zielonego złote wiklinowe witki (lokalna tradycja), a ponad nimi: skrzyżowane: miecz i klucze (symbol św. Piotra i klasztoru w Tyńcu) i srebrno-złoty topór (godło z herbu Topór).